# Liste du patrimoine culturel immatériel de l'humanité en Argentine
Cet article recense les pratiques inscrites au patrimoine culturel immatériel en Argentine.

## Statistiques
L'Argentine ratifie la convention pour la sauvegarde du patrimoine culturel immatériel le 8 août 2006. La première pratique protégée est inscrite en 2009.
En 2020, l'Argentine compte 3 éléments inscrits au patrimoine culturel immatériel, tous sur la liste représentative.

## Listes

### Liste représentative
Les éléments suivants sont inscrits sur la liste représentative du patrimoine culturel immatériel de l'humanité.
| Élément                                                              | Type                                                                | Subdivision  | Année | Lien  | Notes                  | Illus. |
| -------------------------------------------------------------------- | ------------------------------------------------------------------- | ------------ | ----- | ----- | ---------------------- | ------ |
| Le Tango                                                             | arts du spectacle                                                   |              | 2009  | 00258 | Partagé avec l'Uruguay |        |
| Le filete porteño à Buenos Aires, technique picturale traditionnelle | savoir-faire liés à l’artisanat traditionnel                        | Buenos Aires | 2015  | 01069 |                        |        |
| Le chamamé                                                           | arts du spectacle pratiques sociales, rituels et événements festifs | Corrientes   | 2020  | 01600 |                        |        |

### Patrimoine immatériel nécessitant une sauvegarde urgente
L'Argentine ne compte aucun élément listé sur la liste du patrimoine immatériel nécessitant une sauvegarde urgente.

### Registre des meilleures pratiques de sauvegarde
L'Argentine ne compte aucune pratique listée au registre des meilleures pratiques de sauvegarde.

### Liste indicative
Un élément est en instance de classement sur la liste représentative du patrimoine culturel immatériel de l'humanité.
| Élément                                                      | Type              | Subdivision | Notes | Illus. |
| ------------------------------------------------------------ | ----------------- | ----------- | ----- | ------ |
| Cuarteto. Musique et danse, originaire de Córdoba, Argentine | arts du spectacle | Córdoba     |       |        |